# Böß-Gesäß
Böß-Gesäß (umgangssprachlich Hessisch-Bösgesäß, amtlich auch Bös-Gesäß II) ist ein Ortsteil der Gemeinde Birstein im hessischen Main-Kinzig-Kreis. Zusammen mit Bösgesäß bildete es ursprünglich einen gemeinsamen Ort. Die beiden Teile des damaligen Bösgesäß gehörten jedoch bereits im späten Mittelalter zu verschiedenen Gerichten innerhalb des Herrschaftsgebietes der Isenburger. Als Grenze wurde die durch den Ort fließende Bracht festgelegt.

## Geschichte

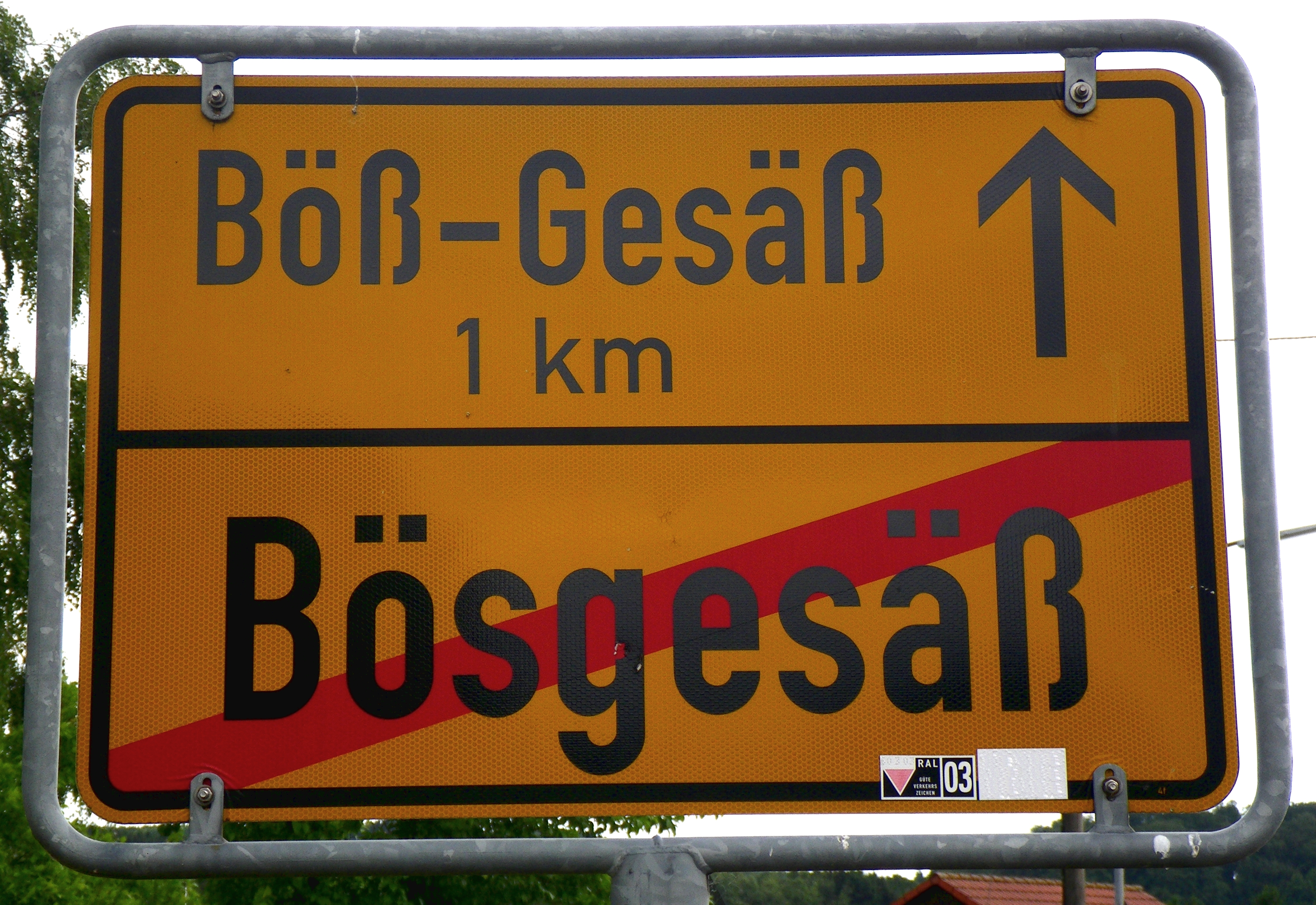
Ortsausgangsschild von Bösgesäß („Preußisch-Bösgesäß“) mit dem Hinweis auf das einen Kilometer entfernte Böß-Gesäß („Hessisch-Bösgesäß“). Die beiden Ortsteile liegen nur etwa 150 Meter auseinander.

### Ortsgeschichte
Die älteste bekannte Erwähnung von Bösgesäß stammt vom 21. September 1384 unter dem Ortsname Buensgesesze. Der Ortsname wird als „Wohnsitz des Bunzo“ gedeutet.
Diese Dorfhälfte am orografisch rechten Brachtufer gehörte zum Gericht Unterreichenbach. Als das Fürstentum Isenburg nach dem Wiener Kongress im Jahr 1816 geteilt wurde, fiel das Gebiet an das Großherzogtum Hessen. Böß-Gesäß wurde 1822 zunächst in den Landratsbezirk Büdingen, dann 1848 in den Regierungsbezirk Nidda und schließlich 1852 in den späteren Kreis Büdingen (ab 1939 Landkreis Büdingen) der Provinz Oberhessen eingegliedert.
Im Zuge der Gebietsreform in Hessen wurde die bis dahin selbstständige Gemeinde zum 31. Dezember 1971 auf freiwilliger Basis in die Gemeinde Birstein eingemeindet.
Das Gebiet am linken Brachtufer kam dagegen 1816 an das Kurfürstentum Hessen, 1866 an Preußen und wurde später in den Kreis Gelnhausen der Provinz Hessen-Nassau eingegliedert. Am 1. Februar 1971 ist Bösgesäß (mit dem damaligen amtlichen Gemeindenamen Bößgesäß) ebenfalls in die Gemeinde Birstein eingemeindet worden.
Für beide Ortsteile, wie für alle eingegliederten ehemals eigenständigen Gemeinden von Birstein, wurde ein Ortsbezirk mit Ortsbeirat und Ortsvorsteher nach der Hessischen Gemeindeordnung gebildet.

### Verwaltungsgeschichte im Überblick
Die folgende Liste zeigt die Staaten und Verwaltungseinheiten, denen Böß-Gesäß angehört(e):
- vor 1806: Heiliges Römisches Reich, Fürstentum Isenburg-Birstein, Amt Wenings, Gericht Wenings – rechts der Bracht (Bösgesäß – links der Bracht Amt Wenings, Gericht Reichenbach)
- ab 1806: Fürstentum Isenburg (Rheinbund),[Anm. 2] Amt Wenings
- ab 1813: Generalgouvernement Frankfurt,[Anm. 3] Amt Wenings
- ab 1815: Kaisertum Österreich,[Anm. 4] Amt Wenings
- ab 1816: Großherzogtum Hessen (Souveränitätslande),[Anm. 5] Provinz Oberhessen, Amt Wenings[13] (zur Standesherrschaft Isenburg gehörig)
- ab 1822: Großherzogtum Hessen, Provinz Oberhessen, Landratsbezirk Büdingen[14][Anm. 6]
- ab 1848: Großherzogtum Hessen, Regierungsbezirk Nidda
- ab 1852: Großherzogtum Hessen, Provinz Oberhessen, Kreis Büdingen
- ab 1867: Norddeutscher Bund,[Anm. 7]  Großherzogtum Hessen, Provinz Oberhessen, Kreis Büdingen
- ab 1871: Deutsches Reich, Großherzogtum Hessen, Provinz Oberhessen, Kreis Büdingen
- ab 1918: Deutsches Reich,[Anm. 8] Volksstaat Hessen, Provinz Oberhessen, Kreis Büdingen
- ab 1938: Deutsches Reich, Volksstaat Hessen, Landkreis Büdingen[15][Anm. 9]
- ab 1945: Amerikanische Besatzungszone, Groß-Hessen,[Anm. 10] Regierungsbezirk Darmstadt, Landkreis Büdingen
- ab 1946: Amerikanische Besatzungszone, Land Hessen, Regierungsbezirk Darmstadt, Landkreis Büdingen
- ab 1949: Bundesrepublik Deutschland, Land Hessen, Regierungsbezirk Darmstadt, Landkreis Büdingen
- ab 1972: Bundesrepublik Deutschland, Land Hessen, Regierungsbezirk Darmstadt, Landkreis Büdingen, Gemeinde Birstein
- ab 1974: Bundesrepublik Deutschland, Land Hessen, Regierungsbezirk Darmstadt, Main-Kinzig-Kreis, Gemeinde Birstein

## Bevölkerung
Einwohnerstruktur 2011
Nach den Erhebungen des Zensus 2011 lebten am Stichtag dem 9. Mai 2011 in Böß-Gesäß 105 Einwohner. Darunter waren 3 (2,9 %) Ausländer. Nach dem Lebensalter waren 24 Einwohner unter 18 Jahren, 36 zwischen 18 und 49, 33 zwischen 50 und 64 und 12 Einwohner waren älter. Die Einwohner lebten in 36 Haushalten. Davon waren 9 Singlehaushalte, 9 Paare ohne Kinder und 15 Paare mit Kindern, sowie 3 Alleinerziehende und keine Wohngemeinschaften. In 3 Haushalten lebten ausschließlich Senioren und in 27 Haushaltungen lebten keine Senioren.
Einwohnerentwicklung
- 1961: 103 evangelische (= 89,57 %), 12 katholische (= 10,43 %) Einwohner[1]

| Böß-Gesäß: Einwohnerzahlen von 1834 bis 2023 | Böß-Gesäß: Einwohnerzahlen von 1834 bis 2023 | Böß-Gesäß: Einwohnerzahlen von 1834 bis 2023 | Böß-Gesäß: Einwohnerzahlen von 1834 bis 2023 | Böß-Gesäß: Einwohnerzahlen von 1834 bis 2023 |
| --- | -------------------------------------------- | -------------------------------------------- | -------------------------------------------- | -------------------------------------------- |
| Jahr |                                              |                                              |                                              | Einwohner                                    |
| 1834 | 1834                                         |                                              | 91                                           | 91                                           |
| 1840 | 1840                                         |                                              | 103                                          | 103                                          |
| 1846 | 1846                                         |                                              | 102                                          | 102                                          |
| 1852 | 1852                                         |                                              | 97                                           | 97                                           |
| 1858 | 1858                                         |                                              | 118                                          | 118                                          |
| 1864 | 1864                                         |                                              | 90                                           | 90                                           |
| 1871 | 1871                                         |                                              | 97                                           | 97                                           |
| 1875 | 1875                                         |                                              | 86                                           | 86                                           |
| 1885 | 1885                                         |                                              | 101                                          | 101                                          |
| 1895 | 1895                                         |                                              | 107                                          | 107                                          |
| 1905 | 1905                                         |                                              | 104                                          | 104                                          |
| 1910 | 1910                                         |                                              | 98                                           | 98                                           |
| 1925 | 1925                                         |                                              | 97                                           | 97                                           |
| 1939 | 1939                                         |                                              | 98                                           | 98                                           |
| 1946 | 1946                                         |                                              | 136                                          | 136                                          |
| 1950 | 1950                                         |                                              | 129                                          | 129                                          |
| 1956 | 1956                                         |                                              | 106                                          | 106                                          |
| 1961 | 1961                                         |                                              | 115                                          | 115                                          |
| 1967 | 1967                                         |                                              | 110                                          | 110                                          |
| 1970 | 1970                                         |                                              | 89                                           | 89                                           |
| 1980 | 1980                                         |                                              | ?                                            | ?                                            |
| 1990 | 1990                                         |                                              | ?                                            | ?                                            |
| 2000 | 2000                                         |                                              | ?                                            | ?                                            |
| 2011 | 2011                                         |                                              | 105                                          | 105                                          |
| 2023 | 2023                                         |                                              | 100                                          | 100                                          |
| Datenquelle: Historisches Gemeindeverzeichnis für Hessen: Die Bevölkerung der Gemeinden 1834 bis 1967. Wiesbaden: Hessisches Statistisches Landesamt, 1968. Weitere Quellen: LAGIS; Gemeinde Birstein:; Zensus 2011 |                                              |                                              |                                              |                                              |

## Politik
Für Böß-Gesäß besteht ein Ortsbezirk (Gebiete der ehemaligen Gemeinde Böß-Gesäß) mit Ortsbeirat und Ortsvorsteher nach der Hessischen Gemeindeordnung.
Der Ortsbeirat besteht aus drei Mitgliedern. Bei den Kommunalwahlen in Hessen 2021 betrug die Wahlbeteiligung zum Ortsbeirat 82,3 %. Alle Kandidaten gehörten der „Bürgerliste Böß-Gesäß“ an. Der Ortsbeirat wählte Sascha Eckert zum Ortsvorsteher.

## Kulturdenkmäler
Siehe Liste der Kulturdenkmäler in Birstein-Böß-Gesäß